# Groß Mohrdorf
Groß Mohrdorf è un comune del Meclemburgo-Pomerania Anteriore, in Germania.
Appartiene al circondario (Kreis) di Pomerania Anteriore-Rügen ed è parte della comunità amministrativa (Amt) di Altenpleen.
Il territorio comunale comprende l'isola di Bock, che rimane tuttavia disabitata.